# Aeródromo Francisco Bruno Barrera
El aeródromo Francisco Bruno Barrera (Código OACI: MX19 - Código DGAC: FBB) o simplemente aeródromo de Ciudad Cerralvo es un pequeño aeropuerto ubicado al este de Ciudad Cerralvo, Nuevo León y es operado por el ayuntamiento de dicha ciudad. Fue nombrado en honor a Francisco Bruno Barrera, un político y militar nacido en Ciudad Cerralvo y que combatió en la guerra de independencia. El aeródromo cuenta con una pista de aterrizaje de 1,115 metros de largo y 17 metros de ancho así como una plataforma de aviación de 5,200 metros cuadrados (40m x 130m). Actualmente solo se usa con propósitos de aviación general.